# Metropolia di Veria, Naoussa e Campania

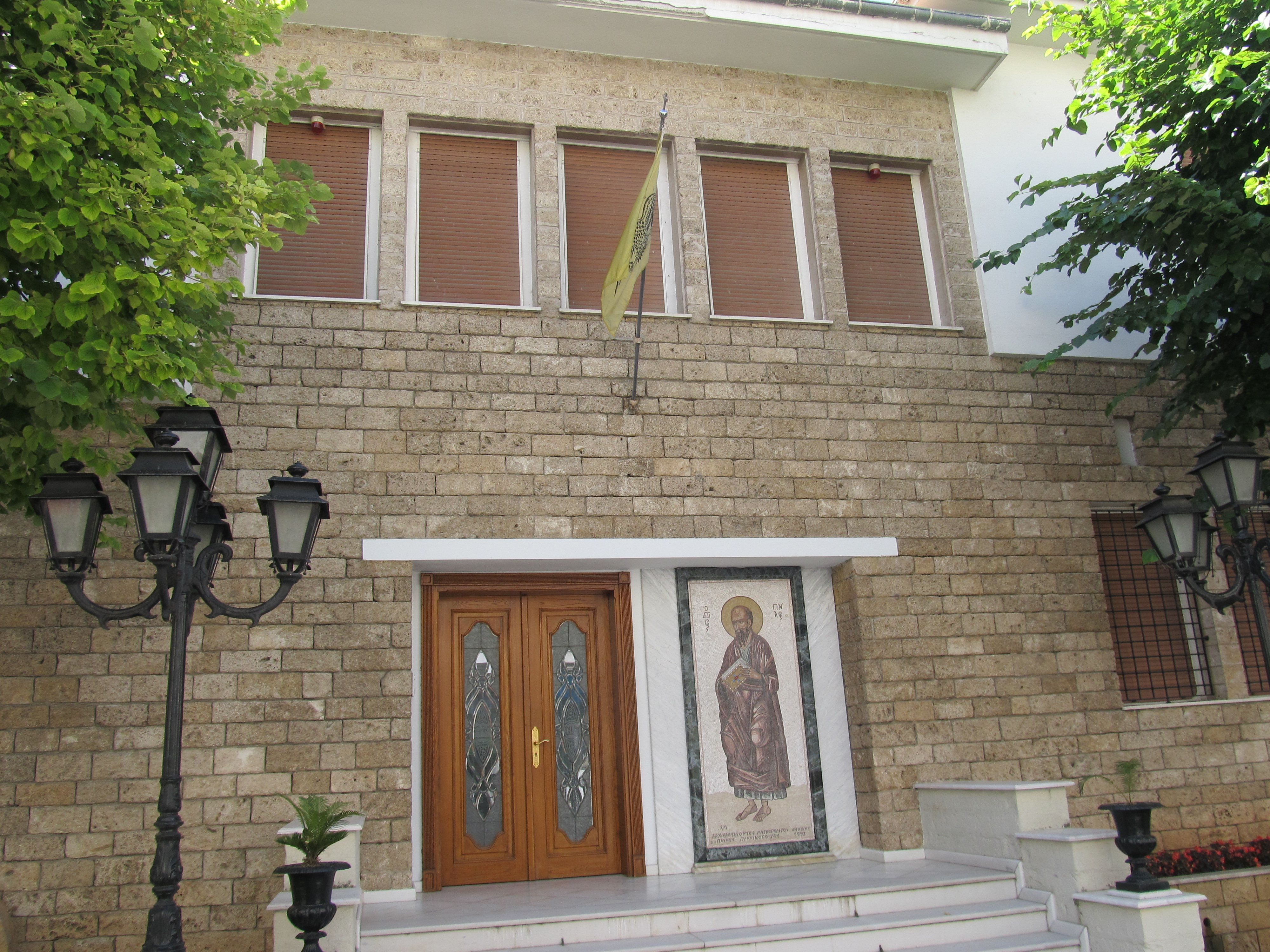
La sede dei metropoliti di Veria.

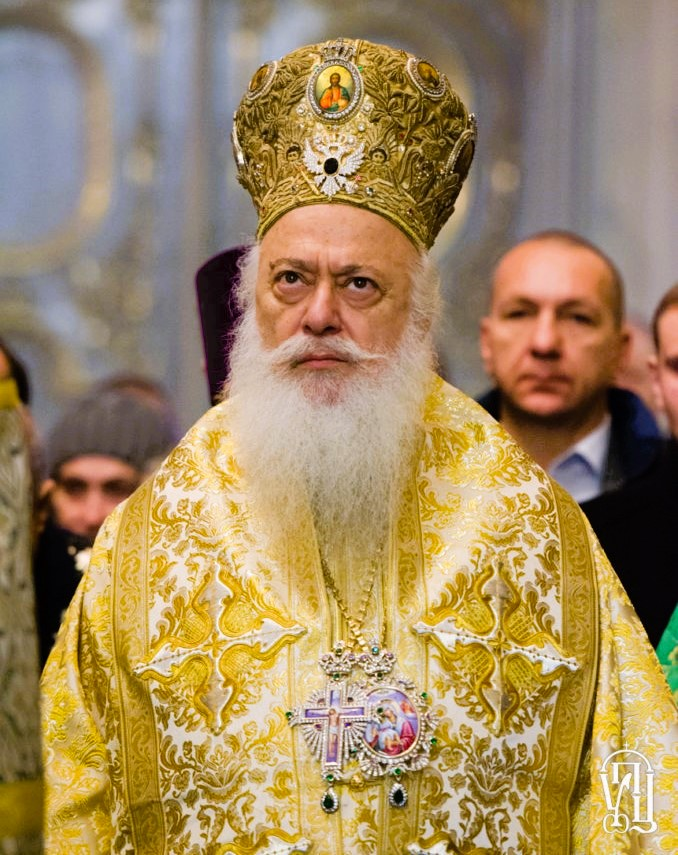
Panteleimon Kalpakidis, metropolita dal 29 maggio 1994.

La metropolia di Veria, Naoussa e Campania (in greco: Ιερά Μητρόπολης Βεροίας, Ναούσης και Καμπανίας; Ierá Mitrópolīs Beroias, Naousis kai Kampanias) è una diocesi del Patriarcato ecumenico di Costantinopoli, pastoralmente affidata alla Chiesa di Grecia, con sede a Veria, nella Macedonia Centrale, dove si trova la cattedrale dei Santi Pietro e Paolo.
Dal 29 maggio 1994 il metropolita è Panteleimon Kalpakidis.

## Territorio
La metropolia di Veria, Naoussa e Campania comprende la maggior parte dell'unità periferica di Emazia e in misura minore quella di Salonicco (alcuni villaggi dei comuni di Delta e Chalkidona).
Sede del metropolita è la città di Veria, dove si trova la cattedrale dei Santi Pietro e Paolo.
Dal punto di vista canonico, la metropolia fa parte del Patriarcato ecumenico di Costantinopoli. Tuttavia, trovandosi in territorio greco, la gestione pastorale è affidata alle cure dell'arcivescovo di Atene e della Chiesa di Grecia.

## Storia
Veria, nota in epoca romana e bizantina col il nome di Berrea, è un'antica sede vescovile della provincia romana di Macedonia nella diocesi civile omonima, suffraganea dell'arcidiocesi di Tessalonica. Nel XIII secolo divenne una sede arcivescovile autocefala e sul finire del medesimo secolo è documentata come sede metropolitana.
La comunità cristiana di Berea fu fondata dall'apostolo Paolo, come è narrato nel libro degli Atti degli Apostoli (17,10-14). Primo vescovo conosciuto dalla tradizione cristiana fu Onesimo, discepolo di san Paolo e da lui menzionato nella lettera ai Colossesi come fedele e caro fratello (4,9).
Sono solo cinque i vescovi conosciuti di questa sede nel primo millennio. Geronzio prese parte al concilio di Sardica (circa 344). Luca fece parte del brigantaggio di Efeso nel 449 e Sebastiano del concilio di Calcedonia del 451. Al sinodo di Costantinopoli convocato dal patriarca Menas nel 536 assistette Timoteo. Infine Giuseppe fu uno dei vescovi che condannarono il patriarca Fozio nell'869. In seguito non sono più noti vescovi fino alla seconda metà del XIII secolo.
Le Notitiae Episcopatuum del patriarcato di Costantinopoli indicano Veria tra le suffraganee di Tessalonica fino al XII secolo, eccetto una breve parentesi nell'XI secolo, epoca in cui la sede viene riconosciuta dall'imperatore Basilio II Bulgaroctono facente parte del patriarcato di Acrida. Nel corso del XIII secolo la sede divenne un'arcidiocesi autocefala, dipendente direttamente dal patriarca di Costantinopoli. Ma già sul finire del secolo fu elevata al rango di metropolia e nell'ultima Notitia conosciuta di epoca bizantina occupa il 22º posto tra le sedi metropolitane del patriarcato.
Nel corso del XVII secolo la sede di Naoussa fu unita a Veria. La prima attestazione dell'unione delle due sedi è il berat con cui il governo ottomano confermava l'elezione del metropolita Gioacchino II il 1º maggio 1649; nel documento appare per la prima volta il titolo di "metropolita di Veria e Naoussa".
Nel 1931 la diocesi di Campania fu soppressa e parte del suo territorio fu annesso alla metropolia di Veria e Naoussa, che modificò contestualmente il proprio nome in quello attuale.
Due metropoliti di Veria, Cirillo II e Crisanto I, furono eletti patriarchi di Costantinopoli; mentre Gioannizio fu eletto patriarca di Alessandria.

## Cronotassi
- Sant'Onesimo † (I secolo)
- Geronzio † (menzionato nel 344)[9]
- Luca † (menzionato nel 449)
- Sebastiano † (menzionato nel 451)
- Timoteo † (menzionato nel 536)
- Giuseppe † (menzionato nell'869)
- Leone † (menzionato nel 1280)
- Antonio Malakes † (menzionato nel 1285)
- Dionisio I † (menzionato nel 1330)
- Daniele I † (menzionato nel 1393)
- Arsenio † (menzionato nel 1433)
- Anonimo † (menzionato nel 1437)
- Giuseppe † (menzionato nel 1467)
- Neofito I † (prima del 1474 - 1490 dimesso)
- Metodio † (1490 - ?)
- Gennadio † (menzionato nel 1508)
- Matteo † (? - circa 1534 deceduto)
- Neofito II † (menzionato nel 1535)
- Sofronio † (menzionato nel 1538)
- Ignazio † (menzionato nel 1550)
- Teofane Malakes † (menzionato nel 1566)
- Metrofane † (1572 - 1578)
- Cirillo † (menzionato nel 1579)
- Geremia † (menzionato nel 1582)
- Artemio (Arsenio) † (menzionato nel 1591)
- Joasaph I † (menzionato nel 1596)
- Atanasio † (menzionato nel 1600 circa)
- Paisio † (6 dicembre 1605 - dopo il 1607)
- Joasaph II † (23 aprile 1610 - ?)
- Abercio † (luglio 1613 - ?)
- Gioacchino I † (menzionato nel 1617)
- Cirillo † (1618 - 4 ottobre 1633 eletto patriarca di Costantinopoli)[10]
- Gioannizio † (prima del 1638 - giugno 1645 eletto patriarca di Alessandria)
- Joasaph II † (1645 - 1649)
- Gioacchino II † (1º maggio 1649 - 20 gennaio 1692 deposto)[11]
- Macario I † (1º novembre 1692 - ?)
- Leonzio † (menzionato nel 1705)
- Macario II † (1715 - 1725 eletto metropolita di Silivria)
- Gioacchino III † (1726 - aprile 1746 eletto metropolita di Efeso)
- Samuele † (1746 - 1763)
- Doroteo † (dopo il 16 giugno 1763 - 1767 deposto)
- Daniele II † (12 luglio 1769 - 1799)
- Crisanto † (5 febbraio 1799 - 13 luglio 1811 eletto metropolita di Serres)
- Zaccaria † (1811 - gennaio 1823 eletto metropolita di Cizico)
- Metodio Sapountzakis † (10 gennaio 1823 - maggio 1831 eletto metropolita di Rodi)
- Dionisio II † (4 maggio 1831 - marzo 1848 dimesso)
- Teocreto Patzepanaghiotou † (1848 - 4 maggio 1863 dimesso)
- Sofronio Cristidis † (19 giugno 1863 - 26 maggio 1869 eletto metropolita di Giannina)
- Benedetto Buzantios † (26 maggio 1869 - 26 aprile 1877 deceduto)
- Procopio † (2 maggio 1877 - 14 aprile 1892 eletto metropolita di Kassandra)
- Cosma Eumorphopoulos † (14 aprile 1892 - 15 luglio 1895 eletto metropolita di Pelagonia)
- Costanzo Isaakidis † (15 luglio 1895 - agosto 1906 dimesso)
- Apostolos Christodoulou † (12 luglio 1906 - 7 settembre 1909 eletto metropolita di Serre)
- Luca Petridis † (9 settembre 1909 - 7 luglio 1911 eletto metropolita di Filadelfia)
- Callinico Delicanis † (7 luglio 1911 - 23 febbraio 1922 eletto metropolita di Cizico)
- Costanzo Rouses † (22 ottobre 1922 - 5 febbraio 1924 eletto metropolita di Edessa e Pella)
- Crisostomo † (15 aprile 1924 - 7 ottobre 1924 eletto metropolita di Kavala)
- Sofronio Stamoules † (7 ottobre 1924 - 19 novembre 1927 eletto metropolita di Eleftheroupoli)
- Policarpo Sakellaropoulos † (19 novembre 1927 - 30 gennaio 1943 deceduto)
- Alessandro Dilanas † (febbraio 1943 - 5 gennaio 1958 deceduto)
- Callinico Karalampakis † (11 marzo 1958 - 1968)
- Paolo Giannikopoulos † (24 novembre 1968 - 27 agosto 1993 deceduto)
- Panteleimon Kalpakidis, dal 29 maggio 1994